# 진스랩
진스랩은 GC녹십자의 자회사로 대한민국의 분자진단회사이다. 본사는 경기도 수원시 영통구 하동 원희캐슬 법조타운에, 본사 연구소는 경기도 성남시 수정구 상대원동 크란츠테크노에 있다.	
창업주 장욱진이 벤처기업으로 시작해 2021년 4월 GC홀딩스에 인수되었다. 창업주인 장욱진 대표이사와 GC가 보유한 경영 및 운영 노하우를 공유하고 진단 사업관련 계열사간 시너지를 극대화하기 위해 2022년 4월 GC CR혁신부문장 장평주 대표이사가 각자대표이사로 취임함에 따라 장욱진, 장평주 각자대표 체제로 출범하였다.2024년 창업자 장욱진 대표-> COO , 그룹사 안착을 넘어 경영체계 고도화와 계열사 협력관계 강화를 위해 우병호 단독대표체제로 전환하였다.

## 주요 사업
분자진단 효소, 핵산추출키트, 분자진단플랫폼, COVID-19 진단키트, 원숭이두창 진단키트, STI 성 매개 감염 진단 키트 등 진단업계에서 국내뿐만 아니라 해외 진출까지 사업 영역을 확대하고 있다.

## 인수 합병
- GC녹십자에서 2021년 4월 GCMS등 진단회사들과 분자진단 영역 시너지효과를 위해 인수하였다.

- 신제품 개발과 자사 진단키트 GCdia™ COVID-19 Fast Detection Kit, GCdia™ SARS-CoV-2 Detection Kit 식약처 허가와 거래처가 점차 늘고있는 상황이다. 앞으로의 포스트 코로나 시대에서의 신제품의 매우 중요한 승부처가 될 전망이다.

## 보도자료
- 진스랩, 동물용 진단키트 개발 나선다…사업 확대 속도

- 진스랩, 코로나19 신속 PCR 진단키트 식약처 허가

- 진스랩, 원숭이두창 바이러스 진단키트 개발 완료

- 진스랩 범부처의료기기 지원사업 선정…5년간 82억원 지원

## 채용정보
- 사람인 진스랩 채용공고: 채용정보 바로가기

## 홈페이지
- 진스랩 공식홈페이지: 바로가기